# Campet-et-Lamolère
Campet-et-Lamolère – miejscowość i gmina we Francji, w regionie Nowa Akwitania, w departamencie Landy.
Według danych na rok 1990 gminę zamieszkiwało 280 osób, a gęstość zaludnienia wynosiła 15 osób/km² (wśród 2290 gmin Akwitanii Campet-et-Lamolère plasuje się na 900. miejscu pod względem liczby ludności, natomiast pod względem powierzchni na miejscu 588.).